# Drumontiana costata
Drumontiana costata là một loài bọ cánh cứng trong họ Cerambycidae.